# إقليم طرابلس (1937-43)
إقليم طرابلس أو (بالإيطالية: Provincia di Tripoli)‏ المفوضية العامة لإقليم طرابلس (بالإيطالية: Commissariato Generale Provinciale di Tripoli)‏. تأسست في سنة 1937 في اطار مستعمرة ليبيا الإيطالية، وقسمت إلى 6 مقاطعات هي:
- طرابلس (المركز الإداري)
- الزاوية
- سوق الجمعة
- نالوت
- غريان

كانت معظم السكان من العرب وأقلية من الأمازيغ إضافة إلى مجموعة من السودانيين واليهود. في حين تركز تواجد الإيطاليين في طرابلس ليمثلوا نصف نسبتهم في الإقليم، في العام 1943 احتلته قوات الحلفاء أثناء الحرب العالمية الثانية.
تكون الإقليم جغرافيا من نصف مساحة إقليم طرابلس التاريخي تقريبا، حيث جاور من الجنوب المنطقة الجنوبية العسكرية ومن الشمال البحر المتوسط ومن الغرب مع تونس (فرنسا) ومن الشرق مع إقليم مصراتة.